# Кирия, Яков Зосимович
Яков Зосимович Кирия (1908 год, село Урта, Зугдидский уезд, Кутаисская губерния, Российская империя — неизвестно, село Урта, Зугдидский район, Грузинская ССР) — бригадир колхоза «Коммунизм» Зугдидского района, Грузинская ССР. Герой Социалистического Труда (1948).

## Биография
Родился в 1908 году в крестьянской семье в селе Урта Зугдидского уезда. С раннего возраста трудился в сельском хозяйстве. Во время коллективизации вступил в товарищество по совместной обработке земли, которое позднее было преобразовано в колхоз «Коммунизм» Зугдидского района. В послевоенное время — бригадир полеводческой бригады в этом же колхозе.
В 1947 году бригада под его руководством собрала в среднем с каждого гектара по 70,2 центнера кукурузы на участке площадью 6 гектаров. Указом Президиума Верховного Совета СССР от 21 февраля 1948 года удостоен звания Героя Социалистического Труда за «получение высоких урожаев кукурузы и пшеницы в 1947 году» с вручением ордена Ленина и золотой медали «Серп и Молот» (№ 798).
Этим же указом званием Героя Социалистического Труда были награждены труженики колхоза имени «Коммунизм» звеньевые Орест Бегларович Кирия и Акакий Леванович Кохачия.
После выхода на пенсию проживал в родном селе Урта Зугдидского района. С 1970 года — персональный пенсионер союзного значения. Дата смерти не установлена.